# وسام صالح
وسام صالح (عربی: وسام خضر صالح؛ زادهٔ ۲ اوت ۱۹۹۳) بازیکن فوتبال اهل لبنان است.
وی همچنین در تیم‌های ملی فوتبال زیر ۲۳ سال لبنان و لبنان بازی کرده‌است.